# Marchionne Aretino

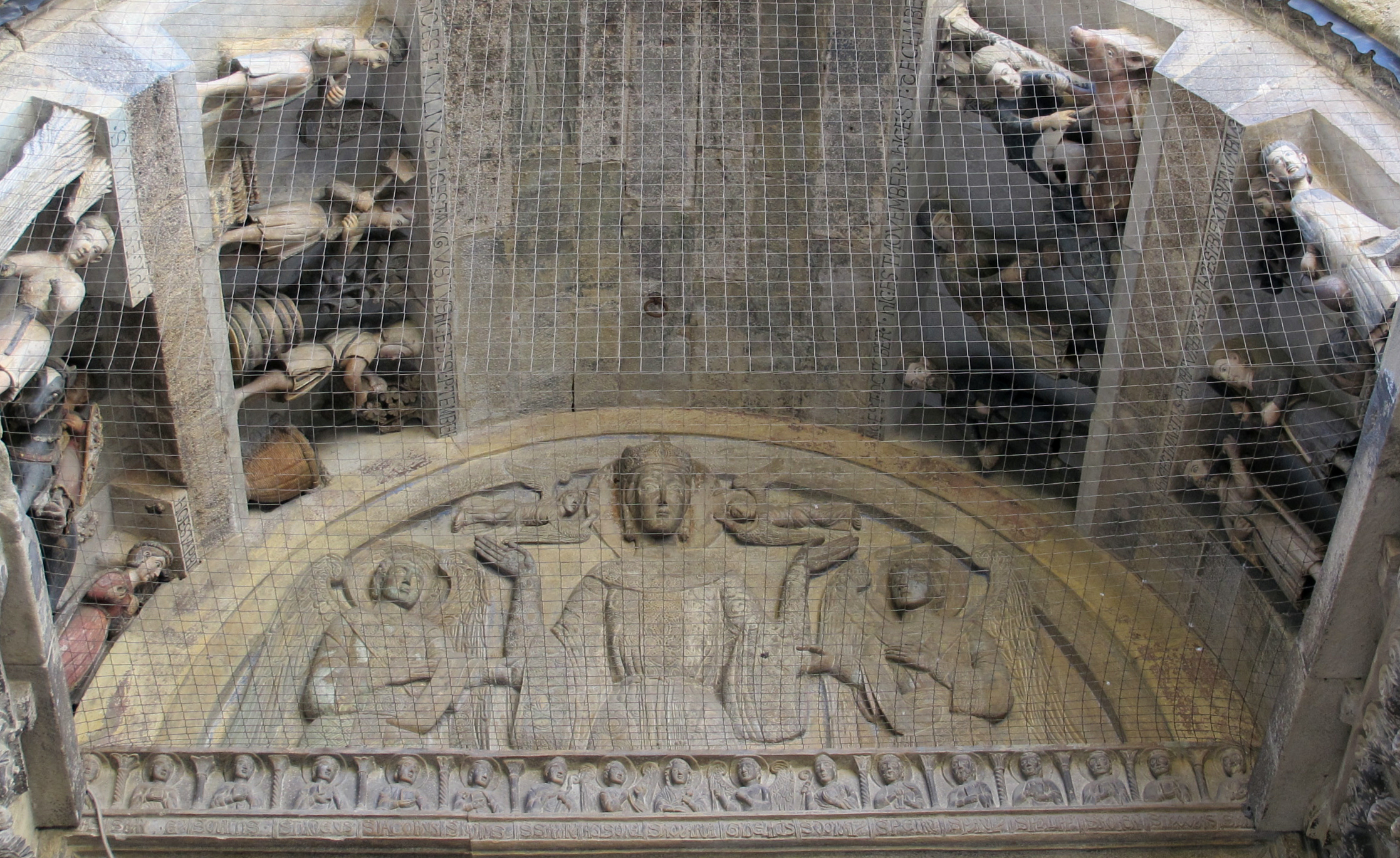
Vergine fra due angeli e raffigurazioni allegoriche dei mesi, Pieve di arezzo, facciata

Marchionne Aretino (Arezzo, ... – ...; fl. XIII secolo) è stato un architetto e scultore italiano.

## Biografia
Non ci sono molte notizie storiche riguardanti la vita e le opere di Marchionne Aretino.
Marchionne Aretino è menzionato da Giorgio Vasari nel capitolo
Vita d'Arnolfo di Lapo de Le vite de' più eccellenti pittori, scultori e architettori, in cui viene presentato come architetto e scultore.
Sappiamo che fu attivo nella prima metà del XIII secolo e che tra i suoi lavori più importanti vi fu la collaborazione scultorea alla facciata della Pieve d'Arezzo.
Secondo Vasari la facciata della Pieve era caratterizzata dalla presenza di tre ordini di colonne l'una sopra l'altra, alcune grosse altre sottili, altre a due a due, altre a quattro a quattro legate insieme; inoltre vi erano raffigurati animali originali e fantasiosi come base delle colonne, oltre che la rappresentazione di Dio con angeli nell'arco sopra la porta.
La critica d'arte del XX secolo ha confermato, tra le sue realizzazioni, la lunetta e l'architrave del portale centrale della Pieve aretina: la facciata è costituita da tre logge sorrette da colonnine; le due logge inferiori sono ad arco, la terza, quella più in alto, è ad architrave; il coronamento della facciata è privo di timpano; nella parte inferiore della facciata, si aprono tre portali strombati; quello centrale, presenta la lunetta Vergine fra due angeli e raffigurazioni allegoriche dei mesi nell'archivolto con in una iscrizione il nome dell'architetto e scultore, e la data 1216.
Tutte le altre opere attribuite dal Vasari a Marchionne Aretino sono state ricostruite, spesso a causa di terremoti, nel corso dei secoli e quindi il suo contributo oggi non è più rintracciabile: progettò la Torre dei Conti, costruita agli inizi del XIII secolo su richiesta di Innocenzo III, il cui padre fu membro del famoso casato dei Conti, detti anche "conti di Segni"; un'altra opera a lui attribuita è la Torre delle Milizie, costruita da Marchionne Aretino per la famiglia Conti nei primi anni del XIII secolo, ed in seguito venduta a Bonifacio VIII, che ne fece un fortilizio per la famiglia.
Tra le altre attribuzioni è da menzionare la cappella del 
Presepio in Santa Maria Maggiore, successivamente smembrata e trasferita frammentariamente sotto il pavimento della cappella del Sacramento nel 1586, di cui rimangono solamente le figurine di Re David, Isaia, Giuseppe, I tre Magi, oltre alla immagine giacente di Papa Onorio IV, oggi sul sarcofago della madre Vanna Aldobrandeschi, nella chiesa della Aracoeli.
Secondo Vasari, Marchionne Aretino eseguì anche la porta del fianco della cattedrale di San Pietro a Bologna; a Roma la ricostruzione  dello Arcispedale di Santo Spirito in Saxia nel rione di Borgo e il rinnovamento della chiesa di Santo Spirito in Sassia.